# Туркменский национальный институт мировых языков имени Довлетмаммета Азади
Туркменский национальный институт мировых языков имени Довлетмаммета Азади (разг. ИнЯз, Апирял) — высшее учебное заведение в Ашхабаде, единственный туркменский ВУЗ в области языкознания.

## Факультет русского языка и литературы
Факультет русского языка и литературы ТНИМЯ является базовой структурой, специализирующейся на подготовке кадров в области русистики наряду с Туркменским государственным университетом имени Махтумкули и Туркменским государственным педагогическим институтом имени Сейитназара Сейди. Факультет объединяет 4 кафедры: кафедру русского языка, кафедру русской литературы, кафедру лингвистики, а также кафедру по обучению академической дисциплины - теории и практики русского языка. Последняя активно продвигает научные программы по различным разделам языкознания, при этом комбинируя основные принципы фонологических школ. Так, факультет официально признает наличие 37 согласных фонем, что соответствует Ленинградской фонологической школе  и 5 гласных фонем, разделяя в этом вопросе точку зрения Московской фонологической школы. Такая позиция отражена в учебных пособиях, выпущенных в самом институте. Кроме того, факультет инициирует возрождение культуры студенческих КВН и других мероприятий, направленных на сохранение диглоссии в туркменским социуме посредством формирования устойчивой кадровой базы учителей-русистов.

## История
Образован в 1932 году под названием Ашхабадский педагогический институт после выделения в качестве самостоятельного учебного заведения из состава Ашхабадского комбината педагогического образования. В дальнейшем неоднократно подвергался преобразованиям и переименованиям.
До 1991 года функционировал как Ашхабадский педагогический институт русского языка и литературы (АПИРЯЛ).
В 1991 году преобразован в Туркменский государственный педагогический институт языков и литературы им. Д.Азади.
11 августа 1995 года преобразован в Туркменский национальный институт мировых языков им. Д.Азади.
Ректоры:
| 1 | Караев, Реджепдурды | 1991       | 11.08.1995  |                                  |
| 2 | Непесова, Роза      | 11.08.1995 | 20.10.2004  | выход на пенсию                  |
| 3 | Реджепова, Аннагуль | 20.10.2004 | 08.03.2005  | переход на другую работу         |
| 4 | Тугиев, Чарыяр      | 21.02.2007 | 12.11.2007  | переход на другую работу         |
| 5 | Курбанниязова, Айна | 08.02.2008 | 03.07.2009  | за серьезные недостатки в работе |
| - | Чарыев, Сапарберды  | 03.07.2009 | 05.02.2010  | ВрИО                             |
| 6 | Чарыев, Сапарберды  | 05.02.2010 | 03.07.2019  | выход на пенсию                  |
| 7 | Кулиева, Марал      | 03.07.2019 | 10.11.2023  | переход на другую работу         |
| 8 | Чарыев, Максат      | 10.11.2023 | действующий |                                  |

## Факультеты
В институте есть следующие факультеты:
- Факультет английского языка и литературы
- Факультет восточных языков и литературы
- Факультет русского языка и литературы
- Факультет европейских языков и литературы
- Факультет повышения квалификации

## Изучаемые языки
Каждый студент-очник, получающий образование в ТНИМЯ, изучает в рамках обязательной программы два иностранных языка. Помимо этого, каждый студент имеет возможность изучать дополнительные языки.
Изучаются 14 языков:
1. Туркменский язык
2. Английский язык
3. Немецкий язык
4. Французский язык
5. Испанский язык
6. Итальянский язык
7. Русский язык
8. Арабский язык
9. Персидский язык
10. Турецкий язык
11. Китайский язык
12. Японский язык[2]
13. Корейский язык
14. Индийский язык

## Известные выпускники
- Язмухаммедова, Майса Мередовна — экс-заместитель Председателя Кабинета Министров Туркменистана по вопросам культуры и СМИ